# سپونتسه
سپونتسه (به صربی: Sponce) یک منطقهٔ مسکونی در صربستان است که در مدوجا واقع شده‌است. سپونتسه ۱۷۹ نفر جمعیت دارد.